# Дюлево (Пазарджикская область)
Дюлево (болг. Дюлево) — село в Болгарии. Находится в Пазарджикской области, входит в общину Стрелча. Население составляет 253 человека.

## Политическая ситуация
Дюлево подчиняется непосредственно общине и не имеет своего кмета.
Кмет (мэр) общины Стрелча — Илё Стоев Илёв (Гражданский союз за новую Болгарию (ГСНБ)) по результатам выборов.